# Stéphane Etrillard
Stéphane Etrillard (* 4. Juni 1966 in Nantes) ist ein französischer Autor.

## Leben
Stéphane Etrillard arbeitet seit Mitte der 1990er Jahre als Coach im deutschsprachigen Raum.
Sein Werk Prinzip Souveränität erschien 2006 im Junfermann Verlag und wurde 2014 im Schweizer Midas Verlag erneut aufgelegt.
Etrillard ist Autor von ca. 40 Büchern.

## Werke (Auswahl)
- Prinzip Souveränität. Midas Management Verlag (Zürich), 2014.
- Mit Diplomatie zum Ziel, Wie gute Beziehungen Ihr Leben leichter machen. Gabal-Verlag 2013.
- Fair zum Ziel. Strategien für souveräne und überzeugende Kommunikation. Junfermann 2014.
- Gesprächsrethorik, Souverän agieren – überzeugend argumentieren. Business Village 2005.
- Auftritt und Wirkung. Souverän überzeugen – im kleinen Kreis und vor großem Publikum. Junfermann 2015.
- Charisma. Einfach besser ankommen. Junfermann 2010.
- 16 Impulse für mehr Souveränität. Edition Forsbach 2015.
- Coaching in Minutenschnelle. Edition Forsbach 2015.
- 30 Minuten Schlagfertigkeit. Gabal 2012.
- 30 Minuten Selbst-PR. Gabal 2012.
- 30 Minuten Überzeugen. Gabal 2011.
- Erfolgreiche Rhetorik für erfolgreich Gespräche. Junfermann 2007.